# 河北省政府 (汪精卫政权)
河北省政府是中国抗日战争时期，河北省沦陷时设立的省政府，隶属于汪精卫国民政府华北政务委员会。
前身是1938年初在今天津市成立的河北省公署。1945年，日本投降后，由國民政府领导的河北省政府接收。中华人民共和国方面通常冠以“伪”字:14。

## 历史
1937年七七事变后，随着军事推进，河北诸县逐步沦陷。11月11日，大名县沦陷。至此，河北省全境基本沦陷。12月14日，日本华北派遣军司令部策划，在北平市成立中华民国临时政府。12月17日，天津市治安维持会解散。成立天津特别市公署和河北省公署:14。
当时，华北地区伪政权的主要头目大都有在北洋政府任职的经历。因此，其行政区划层级和行政机构名称采用北洋政府时期制度。故各级政府通名均为“公署”:144。
天津特别市公署成立后，在中山公园办公，首任市长高凌霨同时任河北省省长。在1938年1月，河北省公署同筹备处成立后，位于天津第二公园（中山公园）的市公署内。天津特别市市长高凌霨专任河北省省长:14。
河北省公署机构，最初采用合署办公，内设六厅，分别是总务厅、民政厅、财政厅、教育厅、建设厅、警务厅。1938年3月，总务厅改为秘书处。时公署秘书长为孙润宇，民政厅长王润贞，财政厅长张志澄，教育厅长陶尚铭，建设厅长陈曾栻，警务厅长沈同午。6月16日，省公署秘书处和财政厅迁至河北宇纬路路北。其余四厅仍在原处:15。
河北省公署接受中华民国临时政府指挥和监督。1938年时，下辖个四道署—津海道、保定道、冀南道、冀东道，129个县公署、1个设治局、1个办事处:15。
1938年12月31日，中华民国临时政府行政委员会发出秘字第303号令。1939年1月，河北省公署奉此令筹备省会迁往保定事宜。3月间，河北省公署人事变动。3月15日，河北省公署由天津市迁至保定。3月17日，吴赞周任兼代省长。3月23日，河北省公署在保定开始办公:15。
1940年，中华民国临时政府加入汪精卫政权，改组为华北政务委员会。1943年11月25日，河北省公署及所辖县公署奉令改名为“政府”，故改称河北省政府:15:144。
1945年8月，日本投降。國民政府开始准备返回河北接收。9月1日，第十一战区司令长官孫連仲在陕西省郿县就任河北省政府主席。10月10日，孙连仲在北平市主持受降典礼。10月12日，孙连仲电令“保定伪河北省政府”，令其解散等候点收。11月，在保定完成接收:16。